# Pastitx
Un pastitx és una obra artística creada conscientment seguint l'estil o tema d'una obra anterior, a manera d'homenatge, de demostració de virtuosisme o d'exercici. Inclou la fanfiction i determinades paròdies. A l'Edat antiga i mitjana era la manera habitual d'aprendre a escriure, només amb el concepte d'originalitat del Romanticisme va devaluar-se críticament. La intertextualitat postmoderna l'ha tornat a posar de moda, tant pel que fa a la barreja de gèneres i tons en una mateixa obra com per a la reescriptura de clàssics i obres anteriors, en la línia del remake del cinema.